# Cissé Mariam Kaïdama Sidibé
Cissé Mariam Kaïdama Sidibé (ur. 4 stycznia 1948 w Timbuktu, zm. 6 listopada 2021 w Tunisie) – malijska polityk, szefowa kancelarii prezydenta i minister, premier Mali od 3 kwietnia 2011 do 22 marca 2012, obalona przez pucz wojskowy.

## Życiorys
W 1962 ukończyła szkołę podstawową, a cztery lata później gimnazjum w Goundam. W 1970 zdobyła tytuł baccalauréat, kończąc liceum w Bamako. W 1974 ukończyła administrację cywilną w École Nationale d'Administration (Narodowej Szkole Administracji) w Bamako. W późniejszych latach doskonaliła się zawodowo, doszkalając się w trakcie różnych kursów i programów. W 1975 ukończyła zarządzanie w Ecole Internationale (Szkole Międzynarodowej) w Bordeaux, rok później kontrolę cywilną w Institut International d’Administration Publique (Międzynarodowym Instytucie Administracji Publicznnej) w Paryżu. W 1983 ukończyła szkolenie z dziedziny stosunków zawodowych w Centrum Doskonalenia Zawodowego w Turynie, w 1986 z zakresu restrukturyzacji przedsiębiorstw publicznych w Institut Belge de Formation (Belgijskim Instytucie Kształcenia) w Brukseli, w 1988 z zarządzania w Ecole Nationale d’Administration Publique du Québec (Narodowej Szkole Administracji Publicznej Quebecu) w Kanadzie, a w 1992 z zakresu programowania finansowego i dostosowania strukturalnego w Centre de Formation de la Banque Centrale des Etats de l’Afrique de l’Ouest (Centrum Kształcenia Banku Centralnego Państw Afryki Zachodniej) w Dakarze.
Od listopada 1974 do grudnia 1975 pracowała w Ministerstwie Opieki Społecznej i Przedsiębiorstw Państwowych. Od stycznia 1976 do lutego 1980 była kierownikiem Wydziału Administracyjno-Finansowego w tym resorcie, będąc odpowiedzialną za sprawy kadrowe. Od marca 1980 do czerwca 1987 pełniła funkcję Inspektora ds. Społecznych i Przedsiębiorstw Państwowych. Od czerwca 1987 do lipca 1988 była doradcą technicznym w Ministerstwie Opieki Społecznej i Przedsiębiorstw Państwowych. Od czerwca 1989 do marca 1991 wchodziła w skład Biura Przedsiębiorstw Państwowych w Ministerstwie Planowania.
Od marca 1989 do marca 1991 stała na czele Kancelarii Prezydenta, a następnie od maja do sierpnia 1991 była doradcą prezydenta Amdou Toumaniego Touré. Od sierpnia 1991 do maja 1992 Sidibé pełniła funkcję ministra planowania i współpracy międzynarodowej, natomiast od maja do czerwca 1992 dodatkowo ministra rolnictwa i środowiska. Od października 1992 do sierpnia 1993 kierowała Biurem Przedsiębiorstw Państwowych Mali, będąc odpowiedzialną za reformę i prywatyzację sektora publicznego. Od sierpnia 1993 do listopada 2000 zajmowała stanowisko sekretarza wykonawczego Stałego Komitetu Międzypaństwowego ds. Walki z Suszą na obszarze Sahelu (Comité Permanent Inter-Etats de Lutte Contre la Sécheresse au Sahel, CILSS).
Od sierpnia 2001 do marca 2002 pełniła funkcję doradcy technicznego prezydenta Alphy Oumara Konaré. Od marca do czerwca 2002 zajmowała urząd ministra rozwoju wiejskiego. Od listopada 2003 do kwietnia 2011 była przewodniczącą Rady Administracyjnej Narodowego Towarzystwa Tytoniu i Zapałek (SONATAM).
3 kwietnia 2011, po dymisji premiera Modibo Sidibé, prezydent Amadou Toumani Touré mianował ją na stanowiska szefa rządu. Cissé Mariam Kaïdama Sidibé została w ten sposób pierwszą kobietą zajmującą ten urząd.
22 marca 2012 władzę w Mali na drodze zamachu stanu przejęła junta wojskowa na czele kapitanem Amadou Sanogo, która ogłosiła rozwiązanie wszystkich instytucji republiki. Premier, razem z kilkoma innymi członkami rządu, została aresztowana i osadzona w koszarach wojskowych w Kati, w pobliżu Bamako, w których przebywała do 12 kwietnia 2012. 17 kwietnia 2012 nowym szefem rządu przejściowego został Cheick Modibo Diarra.

## Życie prywatne
Była zamężna, miała czworo dzieci.